# Nguyễn Vũ Quân
Nguyễn Vũ Quân (1983–2009) là một vận động viên cờ tướng của Việt Nam. Anh từng 3 lần vô địch quốc gia Việt Nam (trong đó có 2 lần liên tiếp 2004 và 2005, lần cuối cùng 2009), là đấu thủ đầu tiên không phải người gốc Hoa (Phi Hoa duệ) giành được huy chương cá nhân tại Giải vô địch cờ tướng thế giới (huy chương đồng năm 2005) và là người được công nhận danh hiệu Đặc cấp quốc tế đại sư (tương đương Đại kiện tướng quốc tế trong cờ vua) trẻ nhất của Việt Nam. Ở cấp độ châu lục, anh giành huy chương bạc cá nhân tại Đại hội Thể thao châu Á Trong nhà 2007. Nguyễn Vũ Quân cũng là một trong số ít kỳ thủ ba lần vô địch liên tiếp giải cờ chùa Vua (2007–2009) và được khắc tên lên bia đá lưu danh.

## Thân thế
Anh em Nguyễn Vũ Quân phải sống xa bố mẹ từ nhỏ, ở với bà nội. Trong bối cảnh ấy, anh từng có cuộc sống khá phóng túng. Nhờ có cờ tướng, các thầy và đồng đội, anh xa dần với môi trường cũ, sống lành mạnh hơn. Cũng nhờ cờ tướng, anh sống bớt bản năng hơn và hiểu lẽ đời hơn.
Tuy nhiên, do một phần ảnh hưởng từ cách sống, một phần sức khoẻ không tốt, Nguyễn Vũ Quân đã mất vì bệnh nặng tại gia đình ở Hà Nội vào tháng 11 năm 2009.